# Joe Berger
Joseph David Berger (Fremont, 25 maggio 1982) è un giocatore di football americano statunitense che gioca nel ruolo di Centro e Guardia per i Minnesota Vikings della National Football League (NFL). Fu scelto dai Carolina Panthers nel corso del sesto giro (207º assoluto) del Draft NFL 2005. Al college ha giocato a football per il Michigan Tech college.

## Carriera universitaria
Berger giocò dal 2001 al 2004 con i Michigan Tech Huskies, con i quali nelle ultime 3 stagioni scese in campo come titolare in 28 partite nel ruolo di right tackle. Nel 2000 fu redshirt, ovvero poteva allenarsi regolarmente con la squadra senza tuttavia poter prender parte agli incontri ufficiali. Tra le altre partite, prese parte anche al Cactus Bowl, al termine del quale fu premiato con il Jim Langer Award quale miglior offensive lineman.

## Carriera professionistica

### Carolina Panthers
Berger fu selezionato dai Carolina Panthers al Draft NFL 2005 nel sesto giro come 207ª scelta assoluta. Ciò nonostante non disputò neanche una partita con la franchigia della Carolina del Nord la quale dopo averlo escluso dal roster, nei tagli di preseason, il 4 settembre lo inserì nella squadra di allenamento..

### Miami Dolphins
Il 7 settembre fu tagliato anche dalla squadra d'allenamento dei Panthers per entrare quindi a far parte del roster dei Miami Dolphins. Durante il primo anno in Florida, Berger scese in campo in 3 partite, tutte partendo come riserva, dopo essere stato inattivo per le prime 11 partite del calendario. L'anno seguente saltò nuovamente altre 11 partite per poi essere tagliato dai Dolphins.

### Dallas Cowboys
Trasferitosi ai Dallas Cowboys fu indisponibile per le restanti 5 partite del 2006, mentre nel 2007 fu a disposizione della squadra per solo 3 partite tra le quali solo in un'occasione scese in campo, nel 4º quarto dell'ultimo incontro della stagione regolare che vedeva i Cowboys opposti ai Redskins. Nel 2008 le cose sembravano andar meglio, con Berger che prese parte alle prime 5 gare della stagione come membro degli special team, ma saltò poi gli ultimi 11 incontri in programma.

### Miami Dolphins
Divenuto free agent Berger tornò nuovamente in forza ai Dolphins con i quali nel 2009 disputò finalmente una stagione intera, scendendo in campo in tutti e 16 gli incontri di stagione regolare ed in particolare negli ultimi 6 come titolare nel ruolo di centro. Nel 2010 saltò solamente l'incontro tra Dolphins e Bears per un infortunio al ginocchio, scendendo in campo 14 volte su 15 come titolare, sempre come centro.

### Minnesota Vikings
Nel 2011, dopo aver trascorso la preseason con la maglia dei Dolphins, viene tagliato e il 12 settembre viene ingaggiato dai Vikings, con i quali nel suo primo anno in Minnesota disputa 13 incontri di cui 7 come titolare, dimostrandosi ancora una volta un backup versatile dal momento che scese in campo oltre che come centro, anche come guardia sinistra e destra. Nel 2012 scese in campo in tutte e 16 le gare in programma, anche se mai da titolare, in particolar modo fu impiegato soprattutto tra gli special team nei kickoff return, aiutando i Vikings a classificarsi primi nella lega in yard corse in media nei kickoff return.